# 庫爾帕瓦西區
14°03′43″S 72°40′12″W / 14.062°S 72.670°W
庫爾帕瓦西區（西班牙語：Distrito de Curpahuasi），是秘魯的一個區，位於該國南部阿普里馬克大區的格羅省，始建於1955年11月24日，面積293.4平方公里，海拔高度3,438米，2005年人口2,540，人口密度每平方公里8.7人。